# Scott Free Productions
Scott Free Productions är en brittisk-amerikanskt oberoende film- och TV-produktionsbolag, grundat 1970 av Ridley och Tony Scott. 1980 grundade de ett fiktivt filmutvecklingsföretag Percy Main Productions, som har fått sitt namn efter den engelska byn Percy Main, där deras far växte upp. 1995 döptes företaget om till Scott Free Productions. Mellan filmer Den vita stormen (1996) och G.I. Jane (1997), omorganiserade Ridley Scott företaget.